# Duarte Leite Pereira da Silva

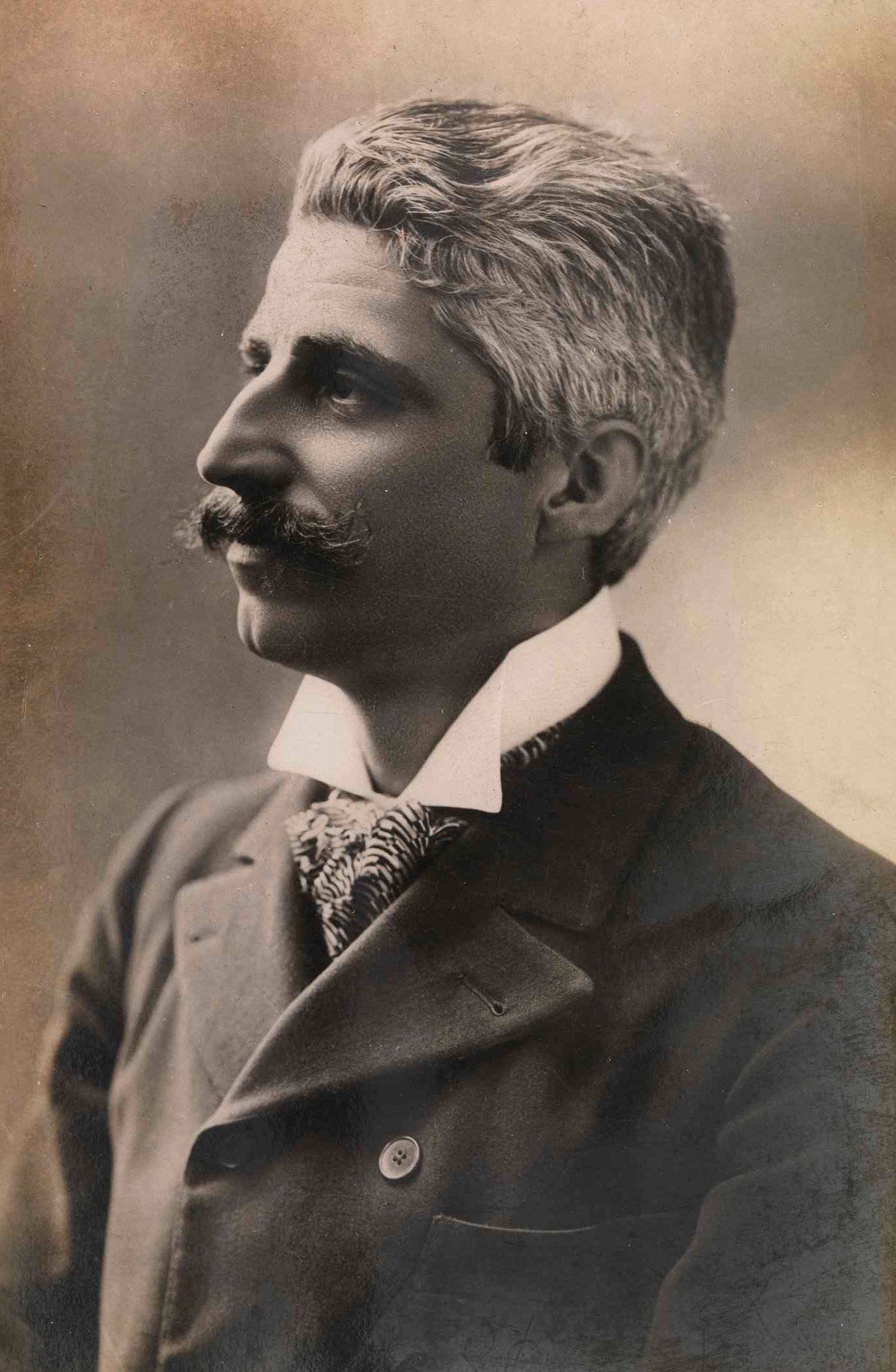
Duarte Leite (um 1910)

Duarte Leite Pereira da Silva (* 11. August 1864 in Porto, Portugal; † 29. September 1950 in Meinedo, Lousada) war ein portugiesischer Historiker, Journalist, Diplomat und Politiker. Er war Finanzminister und Regierungschef seines Landes.

## Leben
Duarte Leite studierte Philosophie und Mathematik an der Universität Coimbra, die er 1885 verließ. Von 1886 bis 1911 lehrte er an der Polytechnischen Akademie in Porto. Gleichzeitig war er Herausgeber der Tageszeitung A Pátria und schrieb Artikel für die Zeitungen O Primeiro de Janeiro und Seara Nova.
In der Regierung von Augusto de Vasconcelos (13. November 1911 – 16. Juni 1912) war er Finanzminister, nach dem Rücktritt von de Vasconcelos wurde er selbst Regierungschef, ein Amt, das er bis zum 9. Januar 1913 innehatte.
Duarte Pereira war Mitglied der Demokratischen Partei.
In den Jahren von 1914 bis 1931 war er Botschafter Portugals in Brasilien. Auch während der Salazar-Jahre blieb er seinen demokratischen Überzeugungen treu und war Mitglied der halblegalen Opposition.
| Vorgänger              | Amt                                    | Nachfolger              |
| ---------------------- | -------------------------------------- | ----------------------- |
| Augusto de Vasconcelos | Premierminister von Portugal 1912–1913 | Afonso Augusto da Costa |

| Personendaten    | Personendaten                                                  |
| ---------------- | -------------------------------------------------------------- |
| NAME             | Silva, Duarte Leite Pereira da                                 |
| KURZBESCHREIBUNG | portugiesischer Historiker, Journalist, Diplomat und Politiker |
| GEBURTSDATUM     | 11. August 1864                                                |
| GEBURTSORT       | Porto                                                          |
| STERBEDATUM      | 29. September 1950                                             |
| STERBEORT        | Meinedo, Lousada                                               |